# Parafia Matki Boskiej Szkaplerznej w Zbylutowie
Parafia Wniebowzięcia Najświętszej Maryi Panny w Zbylutowie – parafia rzymskokatolicka w dekanacie Lwówek Śląski w diecezji legnickiej. Obsługiwana przez księży diecezjalnych. Erygowana w 1201.

## Bibliografia

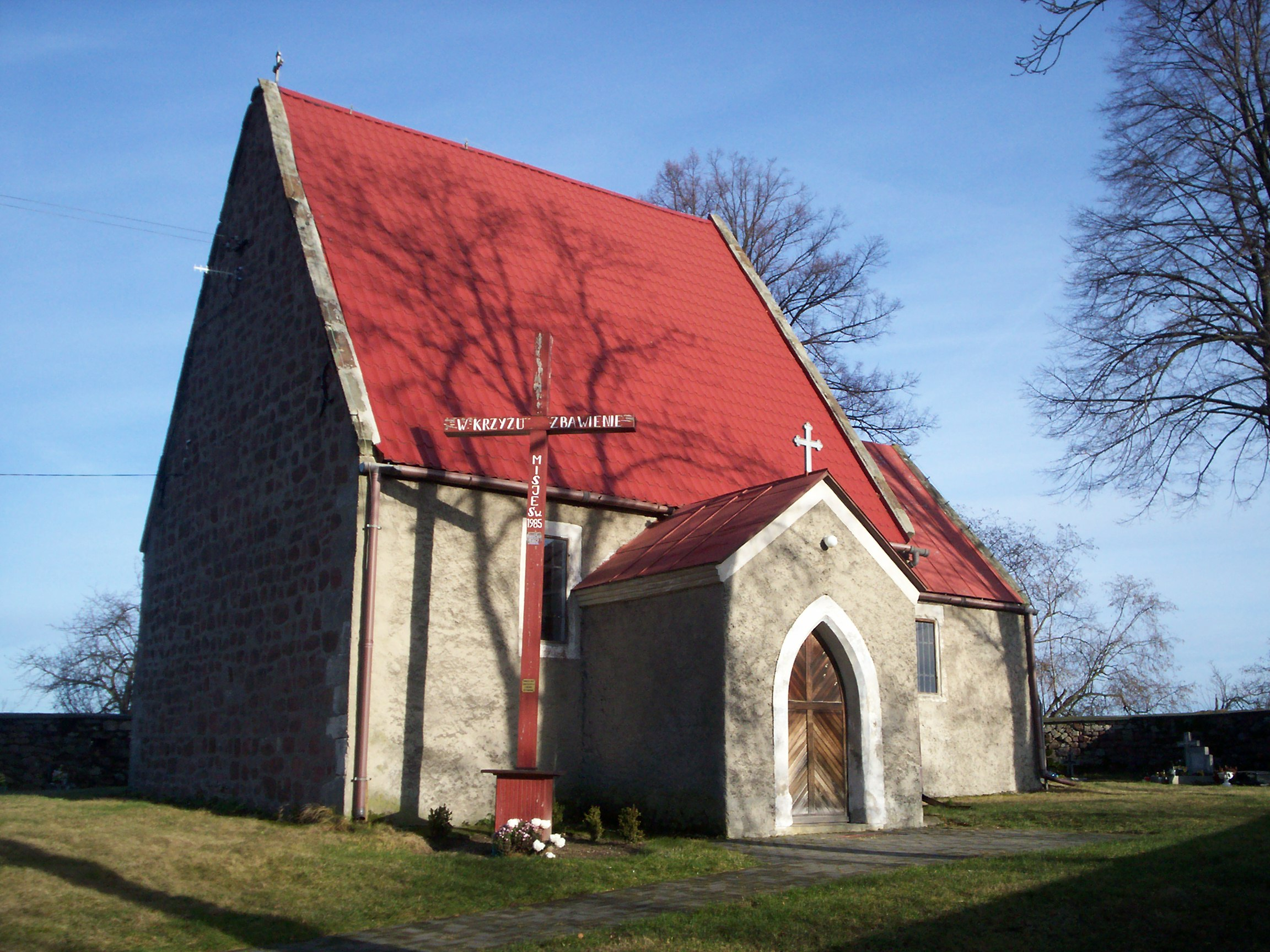
kościół filialny św. Anny w Bielance